# Pseudochromis dutoiti
Pseudochromis dutoiti, thường được gọi là cá đạm bì Dutoiti, là một loài cá biển thuộc chi Pseudochromis trong họ Cá đạm bì. Loài này được mô tả lần đầu tiên vào năm 1955.

## Phân bố và môi trường sống
P. dutoiti phổ biến ở khắp vùng biển phía tây Ấn Độ Dương, được nhìn thấy dọc theo vùng duyên hải Đông Phi, từ Kenya tới tỉnh KwaZulu-Natal, kể cả Madagascar, Seychelles và Comoros. P. dutoiti thường sống xung quanh các rạn san hô và những bãi đá ngầm ở độ sâu ít nhất 25 m.

## Mô tả
P. dutoiti trưởng thành dài khoảng 9 cm. P. dutoiti có thân màu nâu cam với một dải màu xanh sáng chạy từ đỉnh đầu, dọc theo vây lưng. Một dải màu xanh khác ngắn hơn nằm dưới mắt, kéo dài từ mõm đến mang. Mang có một đốm tròn. Có 2 dải màu đen viền xanh ở trên và dưới của vây đuôi. Vây lưng và vây hậu môn viền xanh. P. dutoiti có hình dáng và màu sắc tương tự loài Pseudochromis aldabraensis. Tuy nhiên, vây đuôi của P. aldabraensis lại không có các dải xanh như P. dutoiti.
Số gai ở vây lưng: 3; Số vây tia mềm ở vây lưng: 28 - 33; Số gai ở vây hậu môn: 3; Số vây tia mềm ở vây hậu môn: 16 - 19; Số vây tia mềm ở vây ngực: 18 - 19.
Thức ăn của P. dutoiti là các loài giáp xác nhỏ. Chúng thường sống theo cặp, đôi khi được nhìn thấy đơn lẻ. Đa số những loài trong chi Pseudochromis thường rất nhút nhát, nhưng P. dutoiti thì không và được nhìn thấy nhiều bởi các thợ lặn.
Trứng được đặt trong những vỏ sò và được cá đực bảo vệ. Sau khoảng 1 tuần thì cá bột chào đời.
P. dutoiti thường được đánh bắt để phục vụ cho ngành thương mại cá cảnh. Cũng như những con cá đạm bì khác, P. dutoiti rất hung hăng với những loài cá khác.